# Partido judicial de Calamocha
El partido judicial de Calamocha es un partido judicial que abarcaba el noroeste de la provincia de Teruel.Partido judicial n.º 2 de la provincia de Teruel.
Creado en 1834 como parte de la configuración del Estado liberal en España, se trataba de una subdivisión de la recién creada provincia. Supuso la reestructuración final de la frontera entre la provincia de Zaragoza y la provincia de Teruel, que pasaba por medio de la antigua comunidad de aldeas de Daroca. Los partidos judiciales de Calamocha y Daroca repartieron las localidades entre las nuevas provincias.
Su territorio, basado en la sesma de Jiloca, incluía:
Báguena

Bea

Bello

Blancas

Burbáguena

Calamocha

Caminreal

Castejón de Tornos

Collados

Cuencabuena

Ferreruela de Huerva

Fuentes Claras

Lagueruela

Lanzuela

Lechago

Luco de Jiloca

Monreal del Campo

Navarrete del Río

Nogueras

Odón

Olalla

El Poyo del Cid

Pozuel del Campo

San Martín del Río

Santa Cruz de Nogueras

Tornos

Torralba de los Sisones

Torrijo del Campo

Valverde

Villahermosa del Campo

Villalba de los Morales

A este territorio inicial se le sumó en 1906 parte del partido judicial de Montalbán, que pese a provenir de la sesma de Barrachina de la antigua comunidad de aldeas de Daroca y su cercanía a Calamocha, había sido agrupada con territorios de la antigua encomienda de Montalbán. En 1955, Ojos Negros, otra localidad de la antigua sesma de Jiloca que no había sido incluida en el partido logró su incorporación desde el partido judicial de Albarracín. En 1965 el resto del partido judicial de Montalbán fue incorporado dentro de la reforma de los partidos judiciales en España.
En la actualidad el partido abarca:
Alacón

Alcaine

Allueva

Alpeñés

Anadón

Argente

Bádenas

Báguena

Bañón

Barrachina

Bea

Bello

Blancas

Blesa

Burbáguena

Calamocha

Caminreal

Castejón de Tornos

Cortes de Aragón

Cosa

Cucalón

Ferreruela de Huerva

Fonfría

Fuenferrada

Fuentes Claras

La Hoz de la Vieja

Huesa del Común

Josa

Lagueruela

Lanzuela

Lidón

Loscos

Maicas

Martín del Río

Monforte de Moyuela

Monreal del Campo

Montalbán

Muniesa

Nogueras

Obón

Odón

Ojos Negros

Pancrudo

Plou

Pozuel del Campo

Rillo

Rubielos de la Cérida

Salcedillo

San Martín del Río

Santa Cruz de Nogueras

Segura de los Baños

Tornos

Torralba de los Sisones

Torre de las Arcas

Torre los Negros

Torrecilla del Rebollar

Torrijo del Campo

Utrillas

Villahermosa del Campo

Villanueva del Rebollar de la Sierra

Visiedo

Vivel del Río Martín

Como parte del éxodo rural que acompañó al desarrollismo español en las décadas de 1950 y 1960, muchas de las localidades del partido perdieron población y hasta fechas tan modernas como 2014 se ha planteado la posibilidad de su desaparición.